# 2752 Wu Chien-Shiung
2752 Wu Chien-Shiung este un asteroid din centura principală, descoperit pe 20 septembrie 1965, de Observatorul Zijinshan.